# Stamnodes ditissima
Stamnodes ditissima är en fjärilsart som beskrevs av Thierry-mieg 1904. Stamnodes ditissima ingår i släktet Stamnodes och familjen mätare. Inga underarter finns listade i Catalogue of Life.